# Gräventjärnen (Malå socken, Lappland)
Gräventjärnen är en sjö i Malå kommun i Lappland och ingår i Skellefteälvens huvudavrinningsområde.